# Lyngsø
Lyngsø er en sø i Midtjylland og en del af Gudenå-systemet, hvori den indgår under fællesbetegnelsen "Silkeborgsøerne".

## Omkring Lyngsø
Lyngsø er oprindelig dannet i et dødishul og er derfor, på trods af det lille areal, forholdsvis dyb – maksimumdybden er på 7,6 m. og gennemsnitsdybden 2,4 m. 
Søen er meget bynær med sin beliggenhed nær den sydlige del af Silkeborgs bykerne og må derfor karakteriseres som bysø. 
Oprindelig omkransede Kobskov halvdelen af søens omkreds – mod syd og øst, mens der mod nord og vest lå marker tilhørende Silkeborg Hovedgård.
Fra omkring 1890 opstod Lyngbykvarteret, og det udviklede sig med tiden helt ned til søen.
Byudviklingen blev hjulpet godt på vej, da en kraftig storm i 1934 væltede skoven. Selv om kommunen købte området mellem Lyngsø og Sanatorievej af staten med henblik på byggemodning og boligbyggeri, varede det til op i 1940'erne, før området var udbygget. 
Siden er søen næsten blevet omsluttet af bebyggelse – der er dog på sydsiden stadig forbindelse til Kobskoven. Der blev i sin tid ikke sikret offentlig adgang til søen hele vejen rundt, efter udstykningen af søgrundene blev gennemført. 
Indtil midten af 1950'erne blev der ledt urenset spildevand ud i søen. Spildevandet er siden blevet afskåret, men der er fortsat regnvandsoverløb til søen.
Mod sydøst ligger skovfogedboligen Lyngsøhus, Frederiksberggade 104, som naturligt har navn efter søen. 
På Bryndumsvej ligger Arbejdernes Andels Boligforenings bebyggelse "Lyngsøgården. Lyngsøvej og Lyngsøvænget har ligeledes navn efter Lyngsø. 
Endvidere skal forklaringen på stednavnene “Lyngbykvarteret” og “Lyngbygade”  sandsynligvis også findes i søens navn.

## Søens tilløb og fraløb
Der er ikke egentlige tilløb til Lyngsø. Afløbet er rørlagt og løber til Pøtsø og Ørnsø.

## Forurening
Lyngsø har været stærkt forurenet af bl.a fosfor, men er blevet bedre efter at kommunen i slutningen af 1900-tallet har etableret separatkloakering og regnvandsbassiner. Allerede første år efter voksede der Maj-Gøgeurt, og fra 2000 har Spidssnudet frø ynglet. Kommunen brugte 44 tons kemikalier for at binde meget af fosforen kemisk i søens mudder.

## Navnet “Lyngsø”
Stednavnet “Lyngsøe” nævnes første gang på Videnskabernes Selskabs kort fra 1781 og desuden på et matrikelkort fra 1791. Forleddet er plantebetegnelsen lyng. Navnet betyder derfor “søen omgivet af lyngarealer”.